# Reformierte Kapelle Bémont

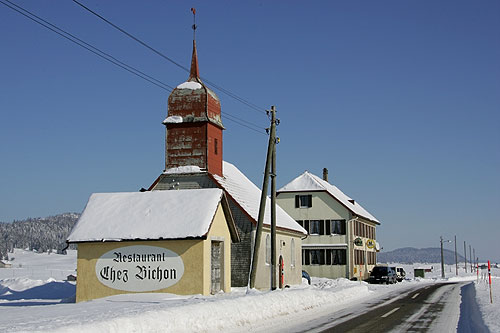
Kapelle in Bémont, La Brévine

Die Reformierte Kapelle Bémont ist eine Querkirche der Église réformée évangélique du canton de Neuchâtel im gleichnamigen Weiler der Gemeinde La Brévine in der Schweiz.

## Geschichte
Die Kirche wurde 1767 für die Einwohner des westlichen Teils des weitläufigen Hochtals von La Brévine errichtet. 

## Beschreibung
Das Äußere der barocken Saalkirche wird durch einen rot gefassten Dachreiter mit Welscher Haube dominiert. Auf dem Türsturz des einzigen Zugangs ist das Baujahr vermerkt. Der schlichte Innenraum ist quergerichtet. Eine L-förmige Empore erlaubt den Blick auf die Kanzel an der Querachse und den zentral positionierten Taufstein.